# Rusinka
Rusinka – utwór macedońskiego piosenkarza Włatka Iliewskiego wydany w 2011. Autorami piosenki są Gilgor Koprov, Władimir Dojčinowski, Jovan Jovanov i Marek Marinkoviḱ-Slatkaristika. Oficjalny teledysk do piosenki ukazał się 17 marca 2011, a jego reżyserem został Boško Stoliḱ.
W styczniu 2011 utwór został ogłoszony jedną z 20 propozycji (wybranych spośród 88 nadesłanych do siedziby stacji MRT kandydatur), które zostały dopuszczone do stawki finałowej programu Skopje Fest 2011. Pod koniec lutego piosenka zwyciężyła w programie, dzięki czemu została propozycją reprezentującą Macedonię w 57. Konkursie Piosenki Eurowizji organizowanym w Düsseldorfie. 24 maja utwór został zaprezentowany przez Ilievskiego w drugim półfinale Eurowizji i zajął 16. miejsce, przez co nie awansował do finału.
Oprócz macedońskojęzycznej wersji utworu Ilievski nagrał piosenkę także w językach: angielskim („Russian Girl”), rosyjskim („Kalinka ty moja”) i serbsko-chorwackim („Ruskinja”). Piosenka ukazała się także w wersji macedońsko-angielskiej jako „Rusinka”.

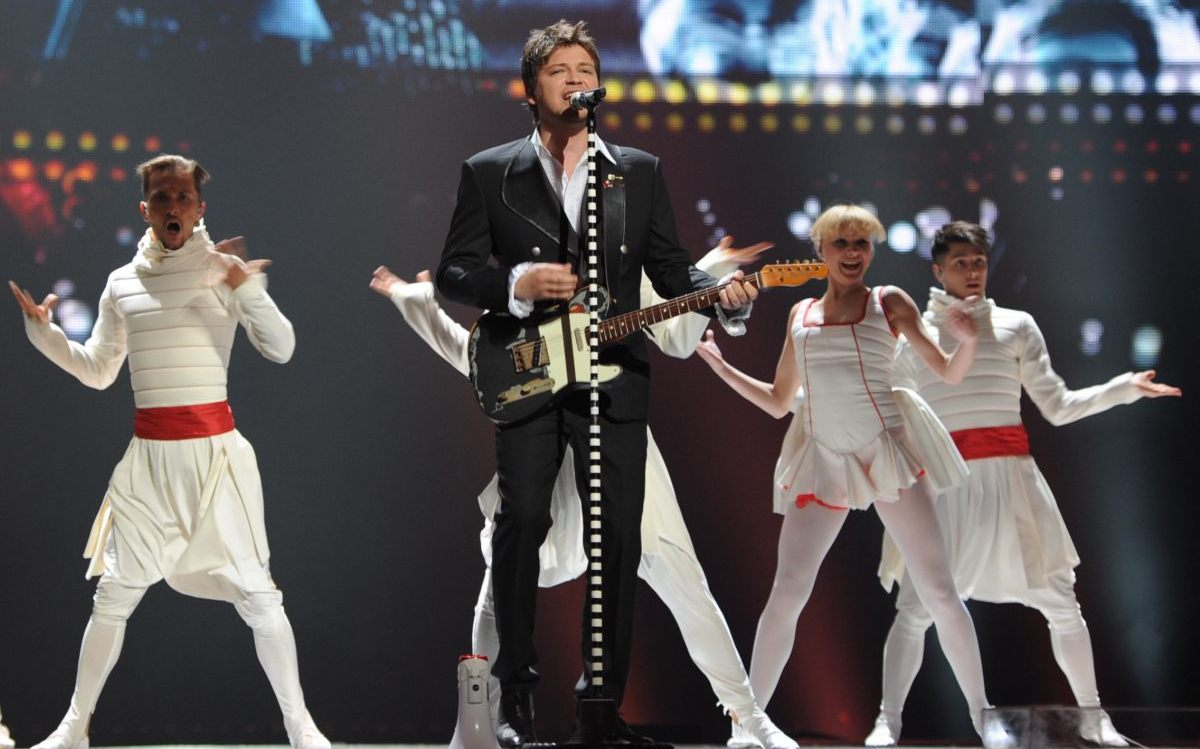
Vlatko Ilievski podczas wykonania utworu w drugim półfinale 57. Konkursu Piosenki Eurowizji (2011)